# Pinanga disticha
Pinanga disticha là loài thực vật có hoa thuộc họ Arecaceae. Loài này được (Roxb.) H.Wendl. miêu tả khoa học đầu tiên năm 1878.